# Salvatore Mazzarano
Salvatore Mazzarano (* 4. Juli 1965 in Massafra; † 11. Januar 2024 ebenda) war ein italienischer Fußballspieler.

## Sportlicher Werdegang
Mazzarano spielte zunächst unterklassig, ehe er 1990 von USD Città di Fasano zum drittklassigen SSD Casarano Calcio wechselte. Bereits ein Jahr später ging er zu Ancona Calcio in die Serie B. Mit dem Klub stieg er in die Serie A auf, die Mannschaft verpasste jedoch den Klassenerhalt. Der Zweitligist erreichte in der Coppa Italia 1993/94 die Endspiele. Nach einem 0:0-Remis im Hinspiel setzte sich die von Sven-Göran Eriksson trainierte Mannschaft von Sampdoria Genua um die internationalen Stars Ruud Gullit und David Platt mit einem 6:1-Erfolg durch. 
Mazzarano beendete anschließend seine höherklassige Karriere, beim kurz zuvor nach einem Lizenzentzug in den Amateurbereich zurückgestuften Taranto FC 1927 bestritt er nach der Rückkehr in die dritte Liga eine Spielzeit. Anschließend spielte er für US Castrovillari Calcio, ehe er bei USD Città di Fasano seine Karriere beendete.
Mazzarano starb im Januar 2024 im Alter von 58 Jahren.